# Jeffery Gibson
Jeffery Gibson, född 15 augusti 1990, är en friidrottare från Bahamas. Han deltog vid olympiska sommarspelen 2016.